# Ketkovice
Ketkovice település Csehországban, a Brno-vidéki járásban. Ketkovice Senorady, Čučice, Lukovany, Kuroslepy és Sudice településekkel határos. Lakosainak száma 629 fő (2024. január 1.).

## Népesség
A település lakosságának változását az alábbi diagram mutatja:
| Lakosok száma | 487  | 667  | 761  | 758  | 759  | 594  | 606  | 594  | 618  | 629  |
|               | 1869 | 1900 | 1921 | 1961 | 1980 | 2011 | 2016 | 2019 | 2021 | 2024 |